# Brachiaria psammophila
Brachiaria psammophila là một loài thực vật có hoa trong họ Hòa thảo. Loài này được (Welw. ex Rendle) Launert mô tả khoa học đầu tiên năm 1970.